# Théodore Levigne
Théodore Levigne est un peintre français, né le 17 novembre 1848 à Noirétable et mort le 11 novembre 1912. Sa famille s’installe à Lyon en 1856 dans le quartier de Saint-Jean. Il intègre l’École nationale supérieure des beaux-arts de Lyon de 1860 à 1862. À 19 ans, il dessine et peint cent douze saints grandeur nature.

## Biographie

### Un enfant artiste
En 1854, Théodore a 6 ans et il est déjà fasciné par les peintures de vitraux. C’est dans cette dynamique qu’il en reproduit quelques-uns de l'église de Noirétable.
Deux ans plus tard, la famille Levigne s'installe à Lyon dans le quartier Saint-Jean. Jean Levigne est gérant d'une boutique de bottier et se spécialise par la suite dans la confection de chaussures pour l'Église. Théodore suit tant bien que mal les leçons de l'école primaire de son quartier, mais son intelligence d'artiste peine à se fixer sur le papier : c’est un rêveur.
Au début de l’année 1857, alors qu’un troisième garçon vient agrandir la famille, les parents décident de faire entrer Théodore chez Jean-Pierre Laÿs, peintre floral renommé, qui lui apprend les notions de base du dessin.
En 1858, âgé de tout juste 10 ans, on le pousse à se présenter l'école Impériale des beaux-arts située à cette époque au palais Saint-Pierre (elle s'installera rue Neyret à Lyon en 1920).

### Formation et confirmation
Cinq ans plus tard, le jeune artiste reçoit le premier prix de peinture à Lyon avec son œuvre Un portrait; il reçoit même à l’occasion un éloge du directeur de l'école des beaux-arts, Théodore Caruelle d'Aligny qui déclare : « L’histoire de l'art n'offre pas de précédent d'une œuvre aussi distinguée relativement à l'âge du jeune artiste qui compte à peine 15 ans ».
En 1864, ses frères Prosper et Léon servent de modèles déguisés en "amours" dans Jeu d'enfants. La même année, il s’applique à travailler la gravure avec Jean-Baptiste Danguin. La ville de Lyon lui offre une bourse de 1 500 francs pour lui permettre de continuer à apprendre son métier. Mais ses projets de voyages seront retardés par la mort de son père, le 3 novembre 1864.
En 1865, Théodore Levigne expose au Grand Palais à Paris ; il habite alors au 18 rue Mabillon dans le 6e arrondissement. Mais le jeune artiste ne réalise pas les espérances fondées sur lui et abandonne les cours d'Alexandre Cabanel et Jean-Léon Gérôme, et ne fréquente plus l'école. Il se voit alors privé de la pension qui lui permettait de vivre. Il revient donc à Lyon chez M. Delbeau, au 5 rue Pizay, et finit par regretter son attitude.
En 1867, il reçoit une lettre du Préfet, lui annonçant que compte tenu des témoignages reçus sur son repentir et ses nouvelles bonnes dispositions pour l'avenir, il aura à nouveau droit à la pension de 1 500 francs allouée l'année précédente. Il repart donc pour Paris, décidé cette fois à travailler.
Cette même année, âgé de tout juste 19 ans, Théodore accepte la décoration de la chapelle des jésuites d'Avignon. En trois mois, il dessine et peint 112 saints grandeur nature.

### Voyages
Avec l'argent gagné, il part pour Marseille et voit la mer pour la première fois.
Il s'embarque pour l'Italie ; les détails du voyage sont ignorés. Nous savons toutefois qu'il séjournera plusieurs mois à Messine en Sicile, où il  étudiera la technique de la fresque et se perfectionnera dans l'art de peindre les draperies et les soieries. Pour subvenir à ses besoins, il vend ses dessins et ses études. Puis il revient en France.

### Temps de guerre

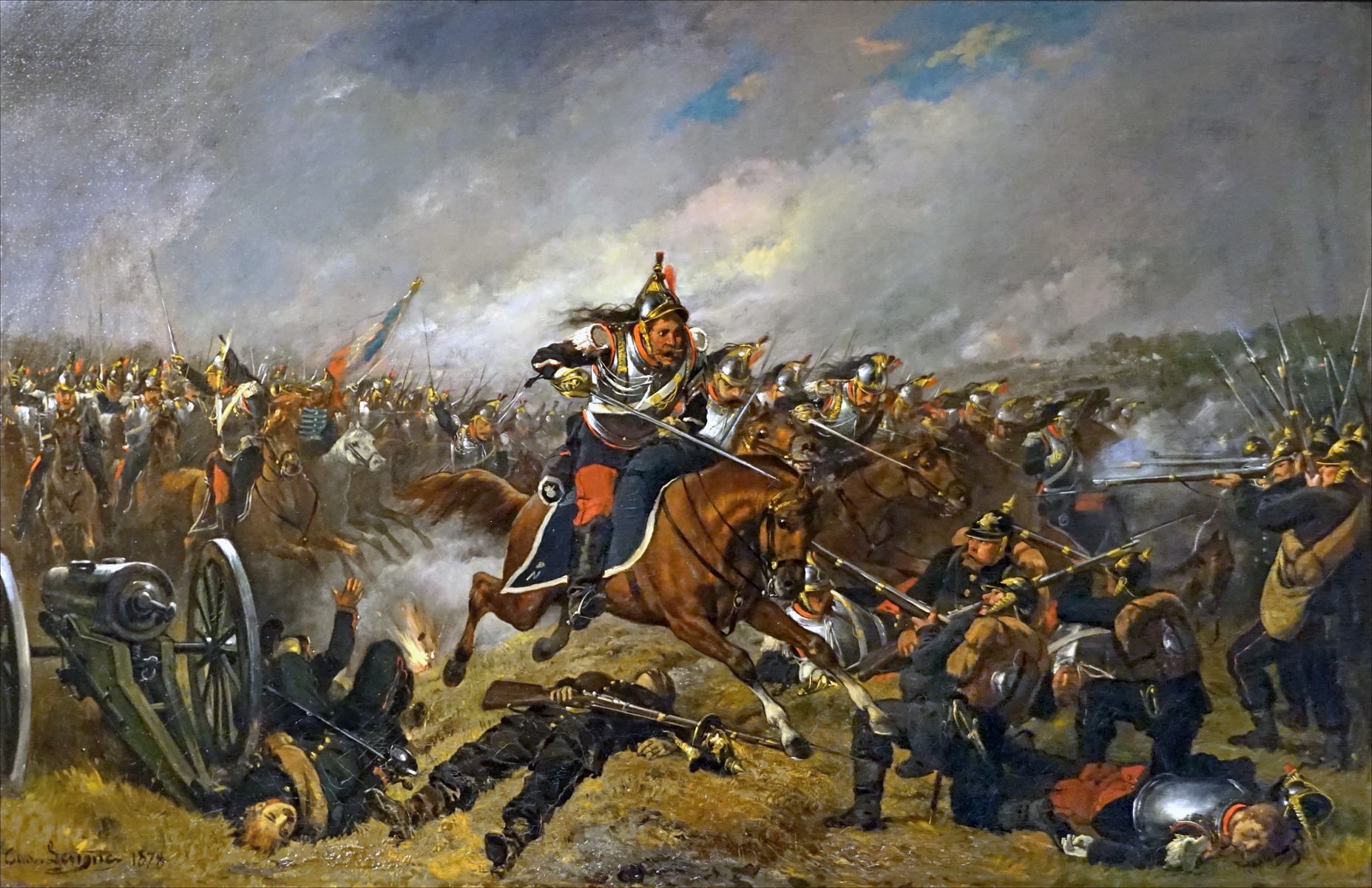
La charge des cuirassiers, huile sur toile (1878)

Le 2 août 1870, c’est la guerre. Une pierre projetée par un obus blesse l’artiste et le contraint a rester alité durant quinze jours. Il revient donc à Lyon pour voir sa mère et part comme volontaire dans la 1re légion du Rhône.
Durant la campagne il dessine tout ce qu'il a devant les yeux. À Chateauneuf, il fait un croquis de la batterie prussienne qui fait feu sur les légionnaires.

## Œuvres

### Odalisque au chien
Ou Femme nue sur un divan caressant un chien, huile sur toile, 73 × 100 cm.
Le peintre s'adonne a un exercice académique qui est un thème récurrent dans la peinture : de Titien à Picasso repassant par Ingres, Francisco de Goya, Auguste Delacroix, Édouard Manet ou Matisse. Le thème donne prétexte au peintre à exécuter un beau nu féminin. L'odalisque du turc odalisk signifie femme de chambre. C'est une esclave vierge faisant office de femme de chambre ou concubine. Le thème revient très à la mode au XXe siècle, mu par le mouvement des orientalistes. La femme représentée doit être un modèle de beauté idéal magnifié par le mystère de l'Orient. Elle est ici très lascive, presque auréolée des fleurs au fond à gauche, et ne s'occupant qu'à caresser son chien. Ces mouvements de bras écartés sont prétexte à exalter la beauté du corps de la femme : hanches larges, taille fine, teint laiteux. Le tableau rappelle l'œuvre espagnole de Goya.

### Pour les foins
Composition très classique, en diagonale, héritage du grand siècle. Le chariot central est l'élément principal de la composition et prend la plus grande place, et particulièrement les bœufs. C'est le propre même de la peinture réaliste : utiliser un sujet au départ sans intérêt et lui donner toute l'importance. Gustave Courbet avait été le chef de file de cette école avec son enterrement a Ornans présenté en 1850. Cela avait été un choc culturel : un tableau immense pour un sujet banal et sordide. C'est représenter les tâches humbles de la vie paysanne, sans fioriture. Grande sérénité dans ce tableau due aux petites touches des personnages posés çà et là et qui équilibre la composition. Le peintre explore admirablement de son pinceau la vie paysanne.

## Collections publiques

### France
- Bourbon-Lancy, Musée Saint-Nazaire : Le retour de la chasse, 1899, huile sur toile.
- Chambéry, Musée des Beaux-Arts : Paysage d'automne : étang, 1878, huile sur toile.
- Lyon, Musée des Beaux-Arts : Paysage d'Automne, huile sur toile.
- Nice, Musée national du sport : Catherine de Médicis assistant à une joute nautique lors de sa visite à Lyon en 1548, 1899, huile sur toile.
- Nice, Musée des Beaux-Arts : La Vogue à la Croix-Rousse à Lyon, huile sur toile.
- Orange, Musée d'Art et d'Histoire d'Orange : Chasseurs alpins. Manœuvres de l’armée française dans un paysage de montagnes ou La traversée des Alpes, huile sur toile.
- Nuits-Saint-Georges, Musée municipal : Bataille de Nuits, 18 décembre 1870, 1900, huile sur toile.
- Rumilly, Musée Notre Histoire : Portrait de femme, huile sur toile.
- Tournus, Musée Greuze : Le Départ pour le pâturage, huile sur toile.
- Villefranche-sur-Saône, Musée Paul-Dini : 
  - Pierrot surprenant Colombine, huile sur toile ;
  - Paysage de montagne avec lac, huile sur toile ;
  - La Mère - Portrait de la famille Théophile Faure de Lucenay, huile sur toile ;
  - Le Père - Portrait de la famille Théophile Faure de Lucenay, huile sur toile ;
  - La Fille - Portrait de la famille Théophile Faure de Lucenay, huile sur toile ;
  - Le Fils - Portrait de la famille Théophile Faure de Lucenay, huile sur toile.

## Expositions
- Théodore Lévigne : peintre de paysages, de scènes de genre et de portraits, Musée municipal de Nuits-Saint-Georges du 2 mai au 31 octobre 2017 ; Musée d'Allard, Montbrison du 20 mars au 6 mai 2018 ; Musée Notre Histoire, Rumilly du 18 septembre 2019 au 4 janvier 2020.